# ホスト (接客業)
ホスト（host）とはホストクラブ、ボーイズバー、メンズキャバクラ、おさわり系ホストクラブ（セクホス）、サパークラブなどで、接待業務を担う男性従業員。なお店外で応接する出張ホストや、インターネットの普及に伴い個人営業の形態をとるホストも存在する。ホストは歌舞伎町のクラブ「愛」の一強時代を経て、そこまで経済的に余裕がない女性がショーパブやサパークラブ、スナックに向かうようになったという経緯を持つ。そこで本項では、断りのない限りホストクラブに勤めるホストのことを述べる。

## 呼称
ホストクラブの関係者や常連客は、ホストを「プレイヤー」と称する。エッセイストの中村うさぎは2002年の著書で、源氏名は平凡な名前が圧倒的に多く、他には武将系、ギャグのように聞こえるもの、宝塚のようなものがあると述べている。一例には、
ホストの阿散井恋次は週刊誌『FRIDAY DIGITAL』にて、テレビにて放送されていた孫の好きなキャラクターを答える祖父の様子から源氏名を決めたと述べている。
2001年にホストクラブとは営業形態が若干異なるメンズキャバクラが開店し始めた当初は、メンキャバの男性店員を「ホスト」と区別するためキャバ嬢の男版という意味合いで「キャバ郎」と称した時期もあった（2001年に北海道すすきので開店した「メンズキャバクラ太郎」が男性店員をキャバ郎と称したことによる）。しかしその後、キャバ郎という名称は定着せず、現在ではメンズキャバクラの店員もホストと呼ばれる場合が多い。

## 業務内容
ホストクラブでは接客の他、女性に声を掛けて店に来てもらうキャッチや、店の外で顧客やその候補との親睦を深める営業が業務として存在する。特に新人のうちは、清掃などの雑用のほか、キャッチを主とする必要がある。これは広告で自動的に顧客が来る可能性がほぼないことと、店外に客引きをする人員がいないため、顧客を自力で獲得しないとホストの本業である接客ができないことによる。ただし、風俗営業による客引きは風俗営業等の規制及び業務の適正化等に関する法律（風適法）により禁じられている。2022年8月に出版された書籍によると、客引きは「外販」と呼ばれる男性が担う。これは警察による逮捕のリスクを避けるためで、外販はホストクラブとの契約によって紹介料を得られる。2021年に出版された『女子大生風俗嬢 性とコロナ貧困の告白』では勤務時間外にマッチングアプリやLINEを用いて、ホストクラブに女性を呼ぶ男子大学生のインタビューが掲載されている。
ホストの振る舞いにはいくつかのパターンが存在する。以下ではそのうちのいくつかを五十音順にて列挙する。
- アイドル営業

アイドルのように客とホストの関係性が金額で評価される営業。ドル営とも称される。
- 色恋営業

客に対して恋愛感情があるような態度を取ること。
- オラオラ営業

客に対して粗暴な振る舞いを見せ、売り上げへの貢献を要求することもある営業。
- 結婚営業

ホストを退職した場合、客との結婚を約束する営業。ホストが自身の親を紹介することもある。
- 恋人営業

恋人として振る舞う営業。
- 趣味営業

ホストが客を恋人候補として関係を保持している様子。
- 育て営業

初期は客に金を使わせず、客が自身に没頭したと確信した時点で金を使わせる営業。
- 同棲営業

営業の一環として女性客と同棲すること。
- 友だち営業

友人として振る舞う営業。
- 本命営業

本営とも呼ばれる、客に本命の恋人であると思わせる営業。色恋営業の一種。
- 枕営業

疑似恋愛の一環として女性客をラブホテルに誘って性行為を行う。
- 宿営業

客の家に宿泊して、恋人として振る舞ったり女性客の生活を把握したりする営業。
- 病み営業

精神が不安定な様を装う、あるいは実際に本人がその気質を持つことによって、女性に取り入る営業。
枕営業はかつて、歌舞伎町の美意識では安っぽいホストの烙印として、禁忌の扱いだった。令和に入ってから性行為がセールスポイントに切り替わった。枕営業を行うホストを「枕ホスト」、たくさんの客に枕営業を行うホストを「鬼枕」と称する。AV女優の高嶋めいみは自身の経験に基づき、男性のキャバクラでの遊びと女性のホストクラブでの遊びには性行為の意味に違いがあると述べている。それによると、前者ではキャバクラ嬢との性行為が目標となるが、後者ではホストとの性行為後、他の客と担当ホストの順位などで競争が発生するとしている。
病み営業は隣に寄り添うことで客の承認欲求を満たす要素が存在する。これは自己肯定感が低い女性にとっては成功体験としてインプットされる。女性客とホストの養育環境が類似していた場合、女性客が所属していた風俗業から抜けさせて同棲を進めるケースが存在したことをルポライターの鈴木大介は触れている。ただし、風俗業の女性やスカウトやホストは自身と親しい異性がセックスワーカーでも問題ないように自身が感じることで悩むケースが指摘されているほか、経済問題から家庭内暴力が発生するケースも鈴木は指摘している。
ほかには、香咲真也はかつて自身が使っていた「温める」という、客見込みの女性が自身をホストクラブにて指名すると確信するまで店に呼ばない手法を紹介している。営業活動以外にも、必要に応じて「管理」と呼ばれる顧客の店舗での支払いのためにホスト側で顧客の来訪や金銭の管理を実施することもある。ホストの草摩由希はライターの佐々木チワワに、自身の営業が教えや思想に共感する宗教営業と周囲に称されていることを指摘されている。
このように勤務時間外でも拘束時間が長いほか、飲酒ができない場合その分売り上げが下がるため、コミュニケーション能力に長けていないなどの条件が加わると業務への従事が難しくなる。その一方で必ずしも秀でた容姿を持つ必要がない、キャラクター性や気遣いが重要な商売でもある。就業した場合は飲酒の影響で長期の下痢に悩まされるケースや、飲酒と嘔吐の繰り返しによりマロリーワイス症候群を発症したケース、枕営業によるクラミジアなどの性病を発症するケースも存在する。しかし勤務の実態は自営業に近いため、健康保険に入っていないホストが多い。医療費の軽減のために病気を放置した結果、重症化することもある。ホストで儲かるのはごく一部で、最初の内は給与の大部分がファッションや家賃に使用され、食費は先輩のホストが賄うこともある。
ホストとして残る割合は、100人希望者がいた場合、ホストに就業できるのが10人、3年間ホストを続けられるのが1人か2人とフリージャーナリストの秋山謙一郎は述べている。手塚マキはホストに就業する男性の多くが貧困家庭の出身であることや性格の問題などが原因で自己否定感が強いと述べている。また自身の責務について、ホストとして全員が大成できるわけではないため、社会生活に適応できる人材育成が必要と述べている。

## キャリア
ルポライターの日名子暁は、ホストの前歴で最も多いのは無職で、次いで大学生と述べている。また、ホストクラブ「愛」グループ創業者の愛田武によると、ホストたちの多くは家庭環境に恵まれず、児童養護施設にいた過去を持つ者も少なくない。冬月グループホールディングス創業者の冬月翔も、志願者には学歴のない者やホストしかできない社会的弱者も少なくないと述べている。
一方で本人の婚姻の有無は就業に関係ない。平成24年10月16日の東京地方裁判所の判決では、ホストが客に独身であると説明したことは不実申告にならないとされた。日名子によると、適性が高いのは縦社会に慣れている体育会系、もしくは少年院に入ったことのある人間とされている。また、24歳だと高齢のホストとして扱われ、20代後半であればホスト同士でも客からも声が掛けられなくなると述べている。2021年になると30代でもホストを職業として堂々と名乗るケースが見られるようになった。2015年に大阪市の企業であるリックオフィスが行った89人のホストに対するアンケート調査によると、40代以降も業界に関わり続けたいとする回答が33%となっている。また、ホストとして目指す役職についての回答ではオーナー（67％）、社長（25％）、代表（4％）、主任（4％）と、『共同通信』ではホストの大多数は上昇志向が強いと判断している。Smappa!グループのOPUSTに所属するホストの青山礼満と令和は対談で、出世するホストについて自身の脳内のビジョンを説明できる人間と、外見に負けず嫌いさを出さない人間と述べている。
歌舞伎町のセットサロンにて6年勤めたMAYURAは、人気のあるホストの見分け方について、出勤時間が遅いホストが人気がある証拠と述べている。
独立志向が高い業種でもある。2001年ではホストクラブやパブと関連性を持っていたヤクザがホストや彼らの所属する店舗から搾取する構造となっていた。ホストクラブの老舗として知られる「愛」ではホストの引き抜きや独立を防ぐために、保証給や前借りの仕組みを設定していたと、社長の愛田はインタビューで述べている。
2009年の段階では重労働でもあるため、長期で業務に従事する者は限られていた。しかしライターの佐々木チワワはホストが2021年の段階で、かつては短期で働くことが常識だったホストの年齢層が幅広くなったことを指摘している。
離職後について、ノンフィクションライターの高木瑞穂はJKリフレの店長にヴィジュアル系バンドと共にホストからの転身が多いことを指摘している。キャバクラでの従業員の管理方法である「色管理」やキャストを集めるために、眉目秀麗な店長をオーナーが用意することもある。

## 容姿

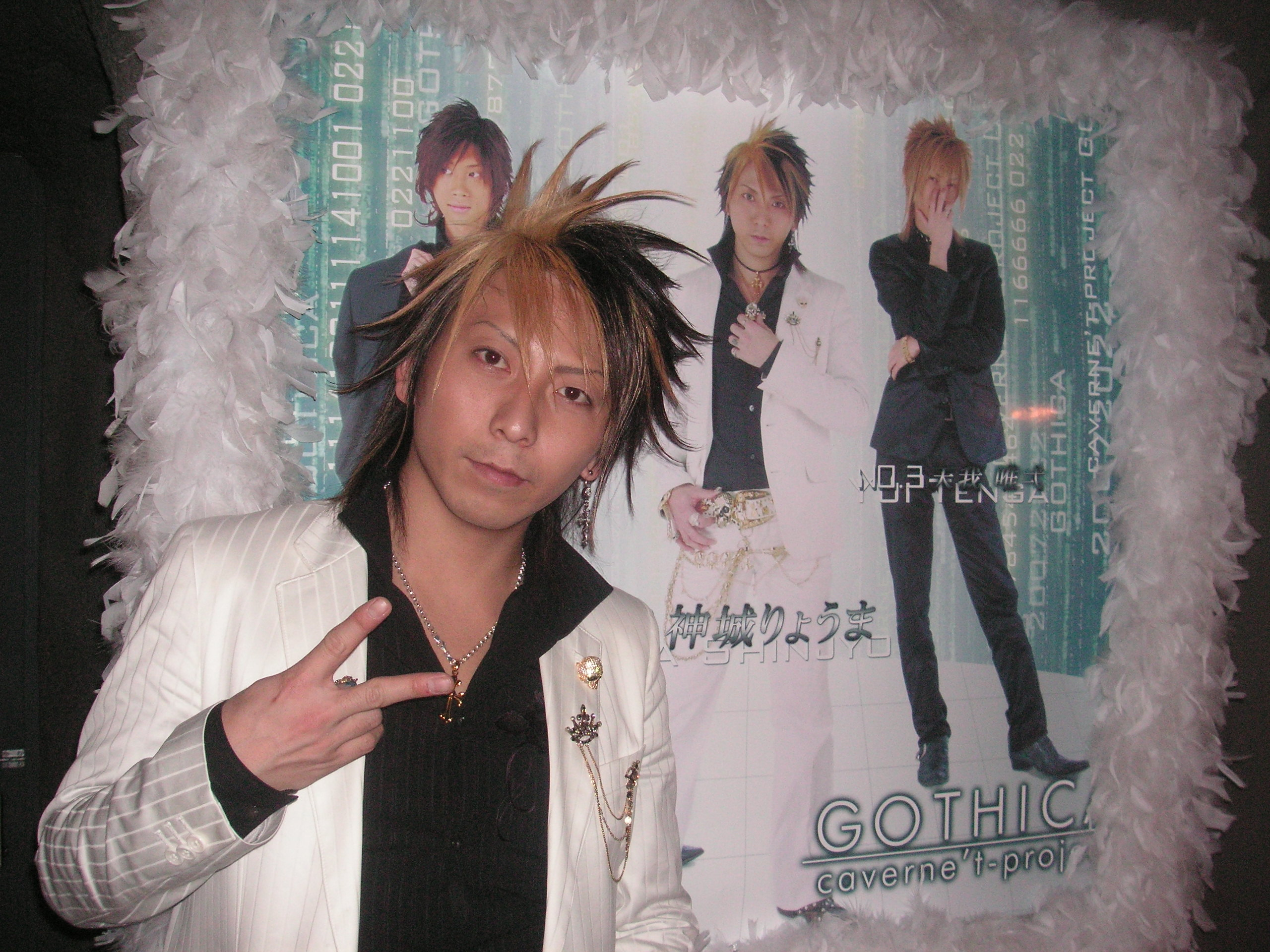
大阪のホストの神城りょうま（2008年）。

容姿の向上は必須となる。2018年の『NIKKEI STYLEキャリア』のインタビューで、Smappa!グループ代表の手塚マキは、歌舞伎町での美容整形手術の増加とそれを隠さないことが増えたと述べている。また手塚は同年の『文春オンライン』のインタビューにて、人気ホストを集めるための手段の一つとして、美容整形手術の費用を店が出すという条件を提示することがあると述べている。美容整形手術は歌舞伎町浄化作戦よりも後にホストの間でブームとなった。
服装ではハイブランドのものを身に着けていることが多いが、佐々木の『マネー現代』でのインタビューによると、これはホスト自身の好みの問題ではなく、自身の商品価値を上げるための装飾であると述べている。ブランドの例として、バレンシアガ、グッチ、ディオールなどが挙げられる。
服装について、かつてはスジ盛りという髪型とスーツが特徴とする、男性らしさを前面に出した服装が特徴とされていた。東日本大震災の影響で若いホストが増えた際に、化粧や服装に変化が生じた。服装では主流だったスーツがスニーカーやパーカーなどカジュアルなものに代わり、化粧、カラーコンタクトレンズの使用、飲酒しないなどホストのスタイルに変化が起きた。2022年頃には淡い色合いや美しさに主眼を置いたものに変容しており、前述のスジ盛りなどはホストクラブのイベントで取り上げられるなど、過去のものとなっている。ライターの宇都宮直子は、かつてのホストは男性らしさを主張するファッションだったが、2022年のホストは2.5次元俳優に風貌が近いと称している。
MAYURAは、ホストの需要にヴィジュアル系ことV系が一定の需要を確保していると述べている。彼らはV系の化粧や服装だけでなく、バンドを組んでいるホストも存在する。
中国のホストの場合、歌舞伎町のようにスーツでは不評となる。ライターの西谷格は2015年の体験で、整髪料で固めた短髪、当時人気の高かったコム・デ・ギャルソンのニットセーター、グッチ風のベルト、サルエルパンツの組み合わせはリーダーから好評だったと述べている。

## 世間での評価
ホストは社会的スティグマを背負う職業となっている。例えば顧客との間で結ばれる親密な関係性が性的なものを示唆することや、男らしさを演じつつも女性に金銭を払われていることから、伝統的な性の役割に準じている部分と異なる部分があることから、被スティグマ意識を高めている可能性を四天王寺大学人文社会学部の小森めぐみは指摘している。
その一方で、カルチャースタディーズ研究所とスタンダード通信社によって刊行された『ジェネレーションZ調査2008』（Z調査08）の「Z世代・Y世代の男子がなりたい（なりたかった）職業、してみたい仕事」では15位となっている。また、カルチャースタディーズ研究所の三浦展とバイデンハウス代表取締役の柳内圭雄は、Z調査08でのキャバクラ嬢志願者女性の好む男性像について、会話が上手い（76.8%）、ノリが良い（75.1%）、空気が読める（71.1%）、ファッションセンスが良い（62.5%）などを踏まえて、ホストが適合すると述べている。